# Sergueï Youdine
Pour les articles homonymes, voir Youdine.
Sergueï Sergueïevitch Youdine,né le 27 septembre 1891 (9 octobre dans le calendrier grégorien) et mort le 12 mars 1954, est un chirurgien russe éminent du XXe siècle.

## Biographie

### Médecin militaire
Sergueï Youdine est né à Moscou dans une famille propriétaire d'une usine. En 1911, il devient étudiant en médecine à l'université de Moscou. En automne 1914, peu après le début de la Première Guerre mondiale, il est appelé dans l'armée comme médecin militaire. Pendant cette guerre, Sergueï est blessé à trois reprises. Il reçoit la croix de saint Georges pour sa bravoure et son courage.

### Notoriété
En 1925, Sergueï publie le livre Spinal Anesthesia. En 1926, ce livre reçoit le prix FA Rein de la Société de chirurgie soviétique comme étant la meilleure publication à propos de la chirurgie de 1924 à 1925. Dans la même année, Sergueï voyage aux États-Unis pour six mois. Ses lettres d'Amérique sont régulièrement publiées en 1927 et 1928 dans le journal  soviétique de chirurgie le plus prestigieux New Archives chirurgicale et représentait probablement la description détaillée de la chirurgie américaine de l'époque.
Après son retour des États-Unis en 1928, Sergueï est invité à devenir le président du département de chirurgie à l'institut d'aide d'urgence de Moscou par Nikolaï Sklifossovski. 

### Sommet de gloire
Il révolutionne la transfusion sanguine à partir de sang provenant de cadavres et réalisée avec succès pour la première fois le 23 mars 1930. En 1930, Sergueï organise une première mondiale : il crée une  banque de sang à l'institut de Nikolaï Sklifossovski, qui fut un exemple pour la création d'autres banques de sang dans les différentes régions de l'Union soviétique et dans d'autres pays.
Au cours de la Seconde Guerre mondiale, en juin 1942, Sergueï est nommé chirurgien-en-chef dans l'armée. En 1943, en reconnaissance de ses réalisations chirurgicales, il  reçoit des bourses d'honneur de l'American College of Surgeons et du Royal College of Surgeons of England. Sergueï est également nommé membre honoraire de l'International College of Surgeons de Paris, Prague, et de sociétés chirurgicales catalanes, ainsi que docteur honoris causa de l'université de la Sorbonne.

### Fin de vie
En dépit de ses réalisations et de sa popularité, Sergueï est arrêté par le KGB le 22 décembre 1948. Il est détenu en prison sans procès pendant plus de trois ans. Son nom disparaît des revues médicales, ses travaux ne sont plus publiés, et ses publications sont retirées des bibliothèques. En 1952, il est exilé en Sibérie pendant dix ans à Berdsk, situé à 30 kilomètres de Novossibirsk. C'est seulement après  la mort de Staline en mars 1953 que Sergueï est en mesure de retourner à Moscou et de reprendre son travail. Un an plus tard, le 12 mars 1954, Sergueï meurt d'un infarctus du myocarde à l'âge de 62 ans.